# Konklavist
Konklavist kommer av ordet konklav, kardinalernas möte där en ny påve väljs.
I sin vidaste form betecknar konklavismen alla katoliker som bekänner att det finns en påve, alltså att konklaven har gått giltigt till. Detta innefattar alltså alla katoliker förutom Sedevakantisterna.
Det man dock vanligen menar är alla katoliker som inte erkänner den officiella konklaven, där Benedictus XVI valdes, utan erkänner en annan konklav, och således en annan påve. Konklavismen agerar så gott som alltid på traditionalistisk grund, och man är till en början ofta sedevakantister, innan man går steget ut och tillsätter en egen påve. Hur dessa konklaver sammankallas, vilka som närvarar och hur de egentligen går till är mycket tveksamt, och det är dessutom mycket ovanligt.
Konklavistiska grupper finns framförallt i USA, och en känd grupp existerar i Spanien. Hur många konklavistiska grupper det egentligen finns är osäkert, men man räknar med c:a fyra stycken. Alltså är det inte mer än fem personer som gör anspråk på att vara "legitimt" installerade på Petri Stol.

## De fyra kända konklavistiska sällskapens påvar
- Påve Gregorius XVII
- Påve Pius XIII
- Påve Petrus II
- Påve Michael I